# 비르하킴 전투
비르하킴 전투(Battle of Bir Hakeim)는 1942년 5월 26일부터 1942년 6월 11일까지 리비아 비르하킴(토브루크 남서쪽 리비아 사막의 오아시스)에서 일어난 제2차 세계 대전 서부 사막 전역의 전투이다. 가잘라 전투의 일부이다. 마리피에르 쾨니히 장군 휘하의 자유 프랑스 제1여단은 5월 26일 ~ 6월 11일 동안 에르빈 롬멜 장군이 지휘하는 판처아르메 아프리카의 추축군에 맞서 이 지역을 방어했다. 독일 기갑군은 열흘 후 토브루크를 점령했다.
비르하킴 방어로 인해 추축군의 공세가 지연되면서 헤르쿨레스 작전(몰타에 대한 추축군의 침공)이 취소되는 데 영향을 미쳤다. 롬멜은 영국군의 지연 작전으로 진격 속도가 늦춰진 채 이집트를 침공했고, 7월 제1차 엘알라메인 전투에서 추축군의 진격은 저지되었다. 양측 모두 이 전투를 선전에 이용했으며, 윈스턴 처칠은 자유 프랑스군을 "싸우는 프랑스군"(Fighting French)이라고 선언했다.

## 배경

### 제8군
1942년 초, 키레나이카 서부에서 독일군의 테세우스 작전(Unternehmen Theseus)으로 패배한 후, 닐 리치 중장 휘하의 영국 제8군은 리비아의 토브루크 항구 서쪽 약 48 km (30 mi) 지점에서 해안의 가잘라에서 남쪽으로 약 48 km (30 mi)까지 이어지는 선을 따라 추축군과 대치했다. 양측 모두 상대방의 공세를 저지하기 위한 공세를 준비하기 위해 보급품을 축적했으며, 중동 사령부 총사령관인 클로드 오친렉 장군은 5월까지 제8군이 준비되기를 희망했다. 영국 암호 해독가들은 리비아로 향하는 수송대의 파견을 추적했으며, 몰타에 대한 추축군의 폭격으로 북아프리카로 향하는 추축군 선박에 대한 영국군의 공세가 무력화되었고, 추축군이 먼저 공격할 것이라고 예측했다.
제8군이 공세를 취할 준비가 되지 않았기 때문에 리치는 가잘라 선에서 방어전을 펼칠 계획을 세웠다. 5월 중순 리치에게 전달된 오친렉의 상황 판단에 따르면, 가잘라 선 중앙에 대한 정면 공격 후 토브루크로 진격하거나 남쪽 측면으로 우회하여 가잘라 선을 돌아 토브루크로 향하는 우회 공격이 예상되었다. 오친렉은 전자를 더 가능성이 높다고 보았고 (제8군 전차를 유인하기 위한 측면 기만 공격과 함께), 리치는 후자를 선호했다. 오친렉은 영국 기갑 부대가 엘 아뎀 근처에 집중 배치되어 어떤 위협에도 잘 대응할 수 있도록 해야 한다고 제안했다.
1941년 말 크루세이더 작전 이후, 제8군은 포탑에 37mm 포와 차체 스폰슨에 75mm 포를 장착한 미국의 M3 그랜트 중형 전차를 받았다. 이 전차는 판처 3호 H 및 J형과 판처 4호 전차 모델의 장갑을 590–780 m (650–850 yd) 거리에서 관통할 수 있었다. 그랜트 전차의 전면 장갑은 910 m (1,000 yd) 거리에서 50mm Pak 38 대전차포와 230 m (250 yd) 거리에서 판처 3호의 단포신 50mm KwK 38 포탄을 막을 만큼 충분히 두꺼웠다. 새로운 영국 6파운더 (57mm) 대전차포 112문이 도착하여 기갑 사단의 자동차화 여단에 배치되었다.

##### 판처아르메 아프리카/아르마타 코라차타 아프리카
5월 1일 베르히테스가덴에서 열린 추축국 지도자 회의에서 롬멜이 이달 말 토브루크를 점령하기 위해 공격해야 한다는 데 합의했다. 아프리카 기갑군단(Panzerarmee Afrika/Armata Corazzata Africa)은 이집트 국경에서 잠시 멈추고, 추축국이 헤르쿨레스 작전으로 몰타를 점령한 후 롬멜이 이집트를 침공할 예정이었다. 기갑군은 장갑을 강화한 판처 3호 H형으로 전환을 완료했고, 장포신 5 cm KwK 39 포를 장착한 판처 3호 J형 (영국군 명칭: Mark III Special) 19대를 받았다. 장포신 7.5 cm KwK 40 포를 장착한 판처 4호 G형 (Mark IV Special) 4대도 도착했다. 독일 정보기관인 아프베어는 영국군 암호를 해독했고, 1941년 말에는 이집트에 주재한 미국 무관인 보너 펠러스가 사용한 암호인 블랙을 해독했다. 영국군은 펠러스에게 많은 전술 정보를 누설했고, 펠러스는 자신도 모르게 미국 정부뿐만 아니라 추축국에도 이를 보고한 셈이 되어버렸다.
루프트바페와 레기아 아에로나우티카의 몰타 공습으로 몰타의 공세 능력이 약화되었고, 이탈리아에서 출발한 보급 수송대는 아프리카의 추축군에 손실을 적게 하며 보급할 수 있었다. 5월까지 리비아로의 추축국 월별 보급량은 평균 61,000 t (60,000 롱톤)로, 1941년 6월부터 10월까지 더 작은 추축군이 받은 양보다 적었지만 공세를 감행하기에는 충분했다. 1,400 km (900 mi) 떨어진 가잘라까지의 진격은 벵가지 항구가 개방되어 판처아르메 보급품의 약 33%의 수송 거리가 450 km (280 mi)로 단축되었기 때문에 성공적이었다. 몰타 점령은 항만 용량과 거리의 제약을 바꾸지 못할 것이었지만, 전선 가까이에 있는 큰 항구를 보호하고 사용하는 것이 전략적으로 필요했다.
추축군의 작전 계획인 베네치아 작전은 가잘라 전선 남단에 있는 여단을 우회하여 전차가 진격하는 것이었다. 기동의 왼쪽 측면에서는 이탈리아 132 기갑 사단 "아리에테"가 비르하킴을 무력화할 것이었다. 더 남쪽에서는 제21 기갑 사단과 제15 기갑 사단이 사막을 통해 동쪽으로 진격한 다음 가잘라 전선 뒤쪽으로 북쪽으로 방향을 틀어 영국 기갑 부대를 파괴하고 보병 사단을 차단할 것이었다. 공격 대형의 최남단 부분, 즉 90 경 아프리카 사단(90. leichte Afrika Division, 소장 울리히 클레만)의 전투단(Kampfgruppe)은 토브루크 남쪽의 엘 아뎀으로 진격하여 항구에서 가잘라 전선으로 이어지는 보급로를 차단하고, 트럭에 탑재된 항공기 엔진으로 먼지를 일으켜 대규모 기갑 부대의 존재를 가장하는 기만 작전으로 토브루크의 영국군을 붙잡아 둘 예정이었다. 독일군은 프랑스령 북아프리카에서 프랑스 외인부대를 샅샅이 뒤져 약 2,000명의 독일인 légionnaires를 90 경 아프리카 사단에 강제로 편입시켰다.
이탈리아 제20 자동차화 군단의 나머지 병력인 101 자동차화 사단 "트리에스테"는 비르하킴 북쪽 시디 무프타 상자 근처의 지뢰밭에 간격을 만들어 기갑 부대에 보급로를 확보할 예정이었다. 롬멜은 영국 전차를 처리한 후 밤까지 엘 아뎀, 에드 두다, 시디 레제그를 점령하고, 나중에는 비르하킴 북동쪽 약 25 mi (40 km) 떨어진 나이츠브리지 방어 상자를 점령할 것으로 예상했다. 다음날 추축국 전차는 가잘라와 알렘 함자 사이의 제8군 방어 상자에 대해 서쪽으로 돌격할 수 있는 위치에 있게 되며, 이탈리아 제10 군단과 제21 군단의 동쪽 공격과 마주하게 될 것이었다. 5월 말까지 추축국 군대는 90,000명, 560대의 전차 및 542대의 항공기로 구성되었다.

## 서막

### 가잘라 선

1942년 5~6월 가잘라 선과 베네치아 작전 지도

가잘라와 티미미(토브루크 바로 서쪽) 사이에서 제8군은 충분한 병력을 집중하여 방향을 돌려 싸울 수 있었다. 2월 4일까지 추축군의 진격은 저지되었고, 전선은 토브루크 서쪽 30 mi (48 km) 떨어진 해안의 가잘라에서 남쪽으로 50 mi (80 km) 떨어진 옛 오스만 제국의 요새인 비르하킴까지 안정화되었다. 가잘라 전선은 각 여단을 수용할 수 있는 여러 개의 방어 진지로, 지뢰밭과 철조망 뒤 사막에 배치되었고, 진지 사이는 정기적인 순찰대가 감시했다. 자유 프랑스군은 남쪽의 비르하킴 진지에 있었고, 그 북쪽 13 mi (21 km)에는 제150 보병 여단 진지가, 그 북쪽 6 mi (9.7 km)에는 제69 보병 여단 진지가 있었다. 해안 도로를 따라 더 많은 병력이 배치되어 남쪽은 덜 보호되었지만, 진지 앞에는 깊은 지뢰밭이 설치되어 있었다.
더 긴 전선은 남쪽 측면으로의 공격에 대한 보급을 더 어렵게 만들었다. 가잘라 선 뒤에는 커먼웰스 킵, 아크로마, 나이츠브리지, 엘 아뎀 진지가 있었고, 이들은 도로와 교차로를 차단하기 위해 배치되었다. 레트마 진지는 추축군의 공세 직전에 완성되었지만, 포인트 171과 비르 엘 구비 진지는 5월 25일까지 공사가 시작되지 않았다. 5월 말까지 제1 남아프리카 사단은 해안에 가장 가까이 진지를 구축했고, 남쪽에는 제50 (노섬브리아) 보병 사단이, 가장 왼쪽의 비르하킴에는 자유 프랑스 제1여단이 배치되었다. 영국 제1 및 제7 기갑 사단은 주 방어선 뒤에서 기동 반격 부대로 대기했고, 제2 남아프리카 사단은 토브루크를 수비했으며, 제5 인도 보병 사단은 예비대로 있었다. 영국군은 110,000명, 843대의 전차 및 604대의 항공기를 보유했다.

### 비르하킴

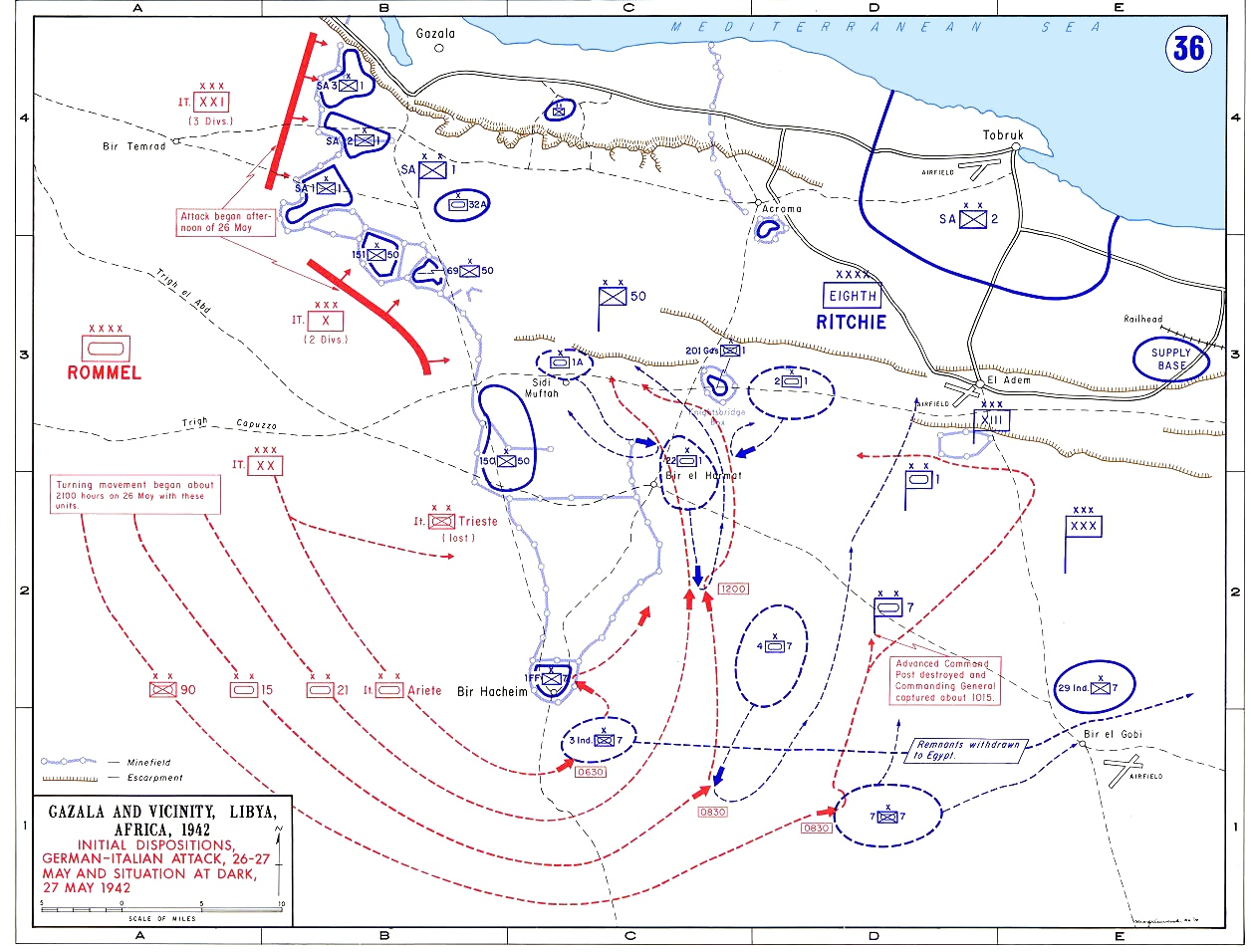
베네치아 작전 개시, 추축군 진격

비르하킴(노인의 우물)의 요새는 오스만 제국이 건설했으며, 이후 이탈리아 메하리스트(낙타 부대)가 두 베두인족 경로의 교차로에서 이동을 통제하기 위한 기지로 사용했다. 우물은 오래전에 말라버려 버려졌지만, 인도군이 이 지역을 재점령하여 50,000개의 지뢰로 둘러싸인 거점을 건설했다. 요새는 북쪽을 향한 대략적인 오각형 모양으로, 폭이 약 2.5 mi × 3 mi (4 km × 5 km)였다. 2월 14일, 제150 보병 여단은 제30 군단(윌로비 노리 중장) 소속의 자유 프랑스 제1여단(장군 마리 피에르 쾨니히)으로 교체되었다. 전투 병력 3,000명과 후방 지원 병력 약 600명을 전선 동쪽 15 mi (24 km) 뒤에 배치한 이 여단은 자유 프랑스의 주력 부대이자 핵심 부대인 외인부대 제13 반여단(13e DBLE)과 제2 식민지 반여단으로 구성되었다.
13e DBLE은 핀란드에서 싸우기 위해 편성되었으나 노르웨이 전역에 투입되었고, 영국에서 자유 프랑스에 합류한 최초의 부대였다. 이 부대는 이탈리아령 에리트레아와 비시 프랑스에 맞서 프랑스령 시리아에서 전투를 치른 베테랑 부대였다. 이 반여단은 약 1,000명의 légionnaires와 패배한 제6 외인보병 연대(6e REI)의 두 장교에 의해 증원되었고, 이들은 이제 제3대대를 형성했다. 5월 중순까지, 방어선과 중앙 지역은 1,200개의 참호, 개인호, 포대 및 지하 벙커, 차량 은폐호 및 보급품 집적소로 벌집 모양을 이루고 있었다. 요새 내부는 각 부대가 책임을 지는 구역으로 나뉘었고, 쾨니히의 본부는 교차로 중앙 근처에 있었다. V자형 대전차 및 대인 지뢰밭은 3개 중대로 나뉜 63대의 브렌 건 캐리어를 탄 외인부대 제3대대(라마즈)가 순찰했다. 순찰대는 지뢰밭의 통로를 따라 이동하며, 제150여단이 점령한 고트 엘 우알레브의 시디 무프타 진지 북쪽 지역에 특히 주의를 기울였다.

### 가잘라 전투

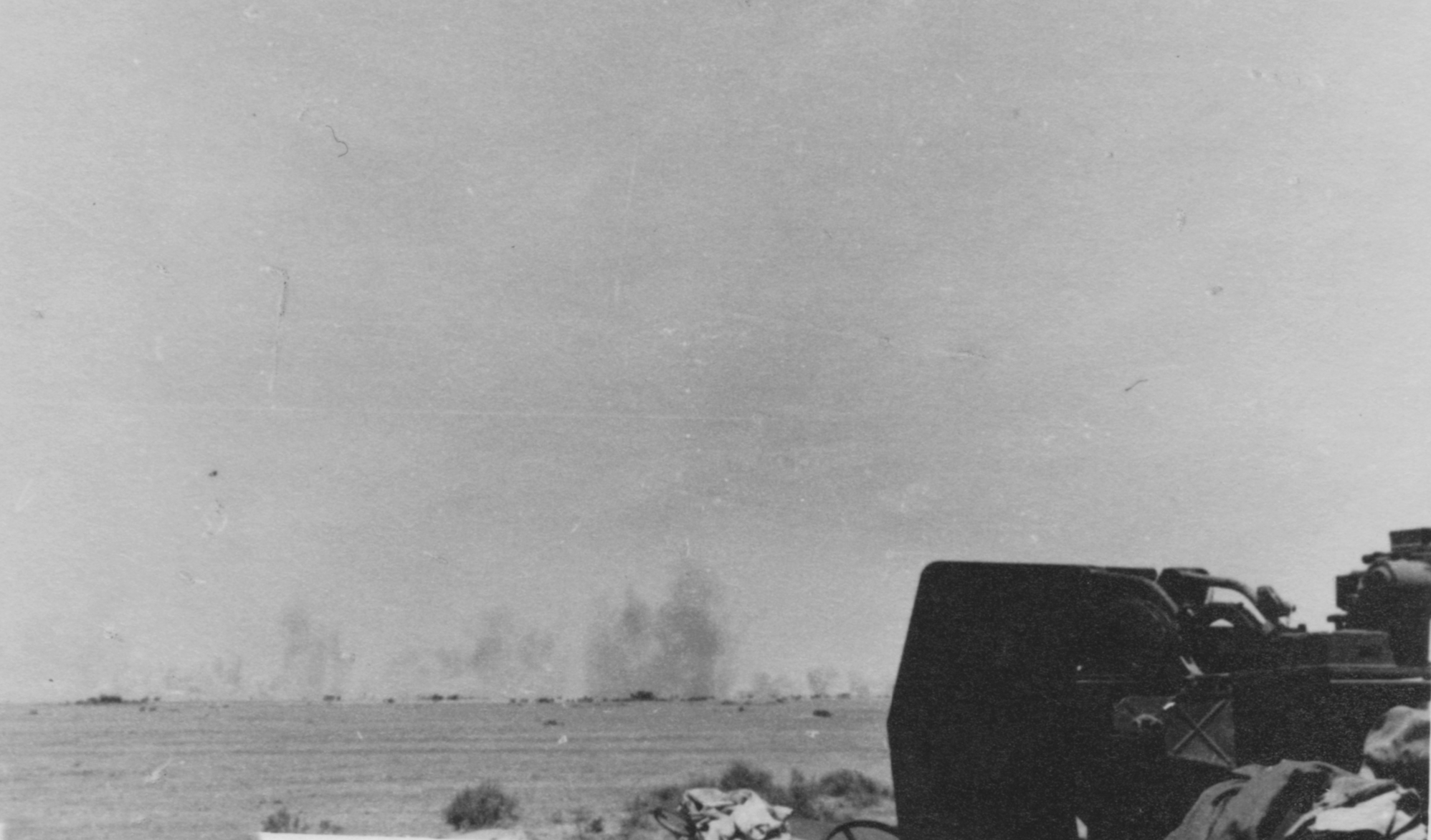
전경의 독일 20mm 대공포와 후경의 비르하킴에 대한 루프트바페 공습

5월 26일 오후 2시, 이탈리아 제10군단과 제21군단은 가잘라 선 중앙에 대한 정면 공격을 시작했다. 아프리카 군단과 이탈리아 제20 자동차화 군단의 일부 병력이 참여했으며, 낮 동안 아프리카 군단의 주력은 주 공격인 것처럼 보이게 하기 위해 북쪽으로 이동했다. 어두워진 후, 기갑 부대는 가잘라 선 남쪽 끝을 크게 우회하여 남쪽으로 방향을 틀었다. 5월 27일 새벽, 판처아르메 아프리카의 주력인 아프리카 군단, 제20 자동차화 군단, 제90 경보병 사단은 추축군의 측면과 후방을 보호하기 위해 영국군의 지뢰밭을 이용하여 가잘라 선 남쪽 끝을 우회했다. 아리에테 사단은 비르하킴 남동쪽 약 3.7 mi (6 km)에 진지를 구축한 제3 인도 자동차화 여단(제7 기갑 사단)에 의해 약 1시간 동안 저지되었다.
제15 기갑 사단은 제3 인도 및 제7 자동차화 여단을 지원하기 위해 남쪽으로 온 제4 기갑 여단과 교전했다. 독일군은 새로운 M3 그랜트 전차의 75mm 포의 사거리와 위력에 놀랐지만, 오전 늦게 제4 기갑 여단은 엘 아뎀 방향으로 후퇴했고, 추축군 기갑 부대는 북쪽으로 25 mi (40 km) 이상 진격했다. 그들의 진격은 정오 무렵 제1 기갑 사단에 의해 막대한 상호 피해를 입으며 저지되었다. 우익에서 제90 경보병 사단은 제7 자동차화 여단을 레트마에서 비르 엘 구비 동쪽으로 몰아냈다. 오전 중반 엘 아뎀 방향으로 진격하던 제90 경보병 사단의 장갑차들은 비르 베이드 근처에서 제7 기갑 사단(프랭크 메서비 소장)의 전방 지휘부를 급습하여 분산시켰다. 메서비는 포로로 잡혀 계급장을 제거당하고 독일군에게 자신이 배트맨이라고 설득했다. 그는 다른 여러 명과 함께 탈출하여 사단에 합류했다. 제90 경보병 사단은 오전 중반 엘 아뎀 지역에 도달하여 여러 보급 기지를 점령했다. 다음날, 제4 기갑 여단은 엘 아뎀으로 이동하여 제90 경보병 사단을 남서쪽으로 후퇴시켰다.

## 포위전

### 5월 27일

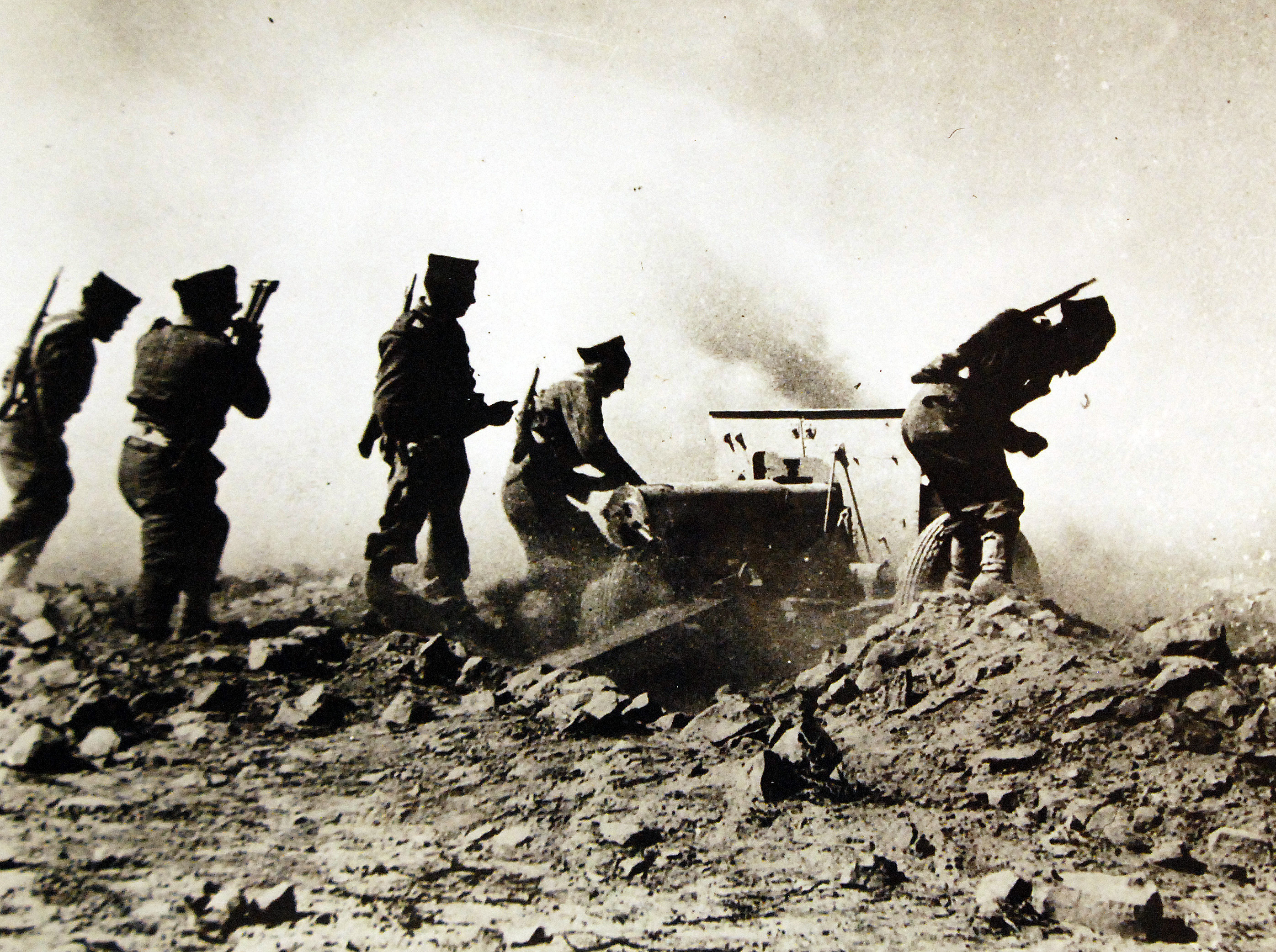
작전 중인 프랑스 대전차 75mm 포

발다사레의 제20군단은 프랑스 여단이 아프리카 군단(발터 네링 중장)과 함께 주 공격을 방해하는 것을 막기 위해 비르하킴 진지를 공격할 예정이었다. 제15 및 21 기갑 사단, 제90 경보병 사단의 나머지 병력, 그리고 "아리에테" 사단은 계획대로 비르하킴 남쪽으로 대규모 포위 기동을 시작했다. 전투 시작 시 일부 독일 전차가 이 지역에 있었지만 롬멜의 남쪽으로 이동하라는 명령으로 인해 전투에 참여하지 않았다.<ref>《21 Panzer Division Diary》.</ref><ref>Montanari, Mario (1989). 《Le Operazioni in Africa Settentrionale Vol. III》. Italy: Ufficio Storico dello Stato Maggiore Esercito, Roma.</ref> 제3 인도 자동차화 여단은 5월 27일 오전 6시 30분에 기습을 받아 비르하킴 남동쪽 4 mi (6.5 km) 떨어진 171고지에서 "아리에테" 사단의 제132 전차 보병 연대에 의해 압도당하여 약 440명의 병력과 대부분의 장비를 잃었다. 제7 자동차화 여단은 레트마에서 공격을 받아 비르 엘 구비로 후퇴했다. 제4 기갑 여단은 지원을 위해 진격하다가 제15 기갑 사단과 충돌했다. 제8 후사르 연대는 전멸했고, 제3 왕립 전차 연대(3rd RTR)는 많은 전차를 잃었다. 영국군은 상당한 손실을 입혔으나 엘 아뎀으로 후퇴했다.
제3 인도 자동차화 여단을 압도한 후, 제132 전차 보병 연대의 M13/40 8 전차 대대, M13/40 9 전차 대대, M13/40 10 전차 대대는 비르하킴 북동쪽으로 이동했고, 60대의 전차를 보유한 9 전차 대대(프레스티시모네 대령)는 요새 방향으로 진로를 변경했다. 9 전차 대대는 오전 8시 15분에 비르하킴 지뢰밭과 철조망 앞에 도착하여 돌격했으나 31대의 전차와 세모벤테 자주포 1문을 잃었다. 10대의 전차가 지뢰밭을 통과했으나 75mm 대전차포에 의해 파괴되어 124명의 이탈리아군 사상자가 발생했다. 9 전차 대대의 잔존 병력은 정오 무렵 롬멜의 원래 계획에 따라 북쪽으로 비르 엘 하르마트 방향으로 이동한 "아리에테" 사단의 주력 부대로 후퇴했다.

### 5월 28일 ~ 30일

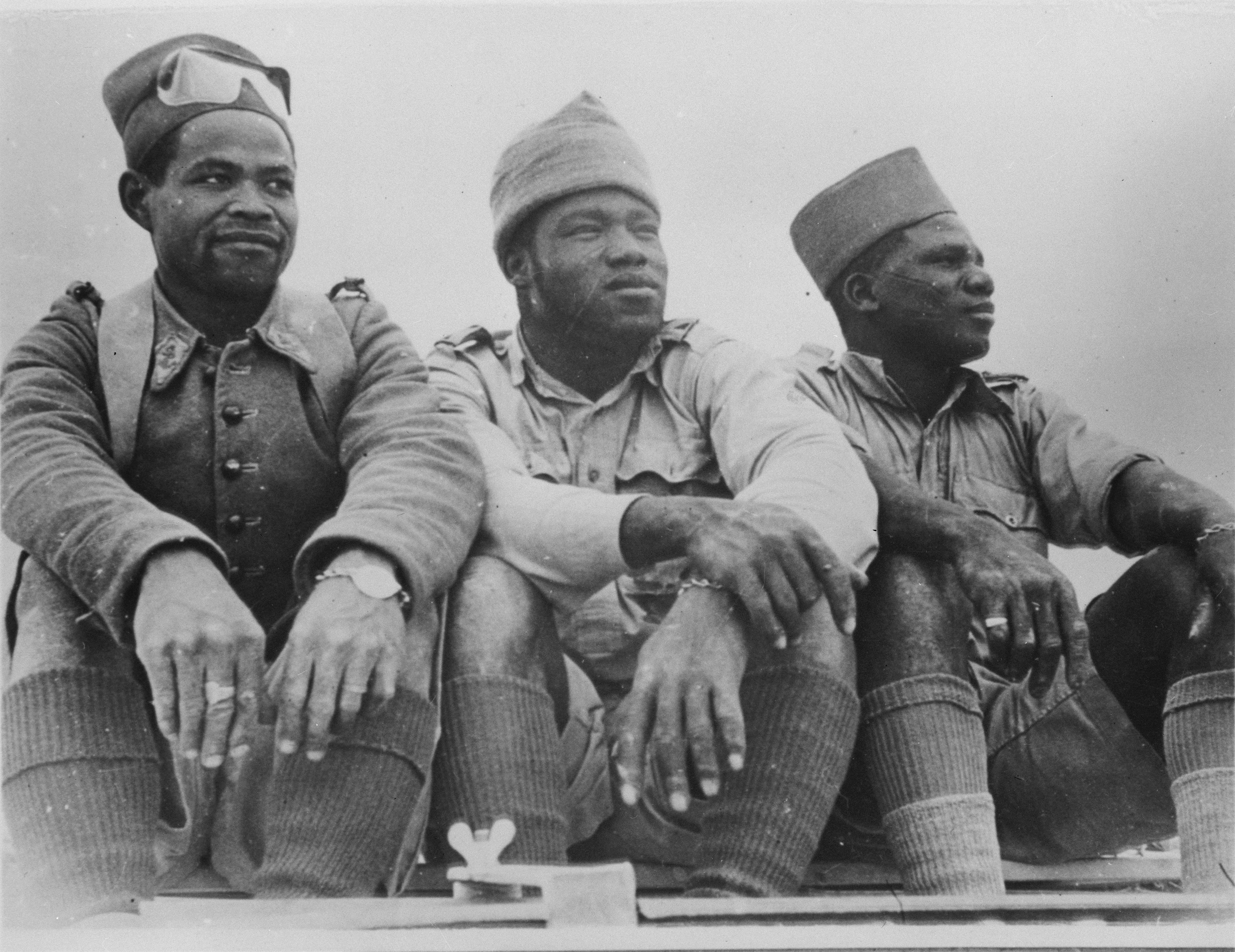
비르하킴 전투에서 공을 세운 프랑스 식민지 포병 소속 세 명의 병사 (각각 세네갈, 적도 아프리카, 마다가스카르 출신)

5월 28일, [사막 공군]은 엘 아뎀과 비르하킴 주변의 추축군 종대를 공격하기 위해 최대한의 노력을 기울였으나, 시야가 좋지 않은 상황에서 이탈리아 전차 잔해에 속아 비르하킴과 그 주변 지역을 폭격했고, 쾨니히는 더 이상의 실수를 막기 위해 잔해를 파괴하는 파견대를 보냈다. 프랑스군 종대가 북쪽에 주둔한 제150 보병 여단과 접촉하기 위해 파견되었다. 몇 시간 후, 이탈리아 포병이 그들을 후퇴시켰으나 프랑스군 종대는 7대의 반궤도 차량을 파괴했다. 5월 29일, 가브리엘 브뤼네 드 세리녜(Gabriel de Sairigné) 대위의 파견대는 3대의 독일 전차를 파괴했고, 영국 공군은 [융커스 Ju 87] 급강하 폭격기 2대의 공습을 요격했으며, 전투폭격기는 비르하킴 남쪽과 동쪽의 추축군 보급선을 공격했다. 5월 30일, 추축군에 포로로 잡혔다가 사막에서 풀려난 제3 인도 자동차화 여단 소속 620명의 병사가 요새에 도착하여 이미 있던 243명의 포로에 더해져 물 부족을 악화시켰다. 제7 기갑 사단의 요청으로 카피텐 라마즈의 파견대는 전날 추축군 전차가 지뢰밭에 뚫은 틈을 봉쇄했다. 드미트리 아밀라크바리 대령이 이끄는 외인부대원들은 매복 공격을 받았으나, 제9중대(피에르 메스메르)의 브렌 캐리어의 도움으로 후퇴할 수 있었다.

### 5월 31일 ~ 6월 1일
5월 31일, 이틀간의 모래 폭풍 속에서 제101 수송 중대(카피텐 뒤로)의 50대의 보급 트럭이 물을 싣고 비르하킴에 도착하여 인도인, 포로, 중상자들을 영국군 전선으로 후송했다. 아밀라크바리가 이끄는 메스메르, 드 루, 드 세리녜 파견대의 습격으로 5대의 전차와 장갑차 수리 작업장이 파괴되었다. 판처아르메는 5월 28일부터 제150 보병 여단 진지를 공격하여 "가마솥"이라고 알려진 비르하킴 북쪽 지역으로 서쪽으로 후퇴해야 했다. 이날 https://www.google.com/search?q=DAF는 전투기 15대와 폭격기 1대를 잃었는데, 추축군 전투기와의 교전에서 15대, 대공포에 의해 1대를 잃어 전투 중 최악의 하루 손실을 기록했다. 루프트바페는 9대의 항공기를 잃었다. "가마솥" 서쪽에서 제150 보병 여단은 영국군의 구원 시도에도 불구하고 6월 1일 늦게 압도당했다. 포위되었던 추축군 부대는 비르하킴 북쪽의 제8군 지뢰밭을 통해 보급로를 확보했고, 다음날 아침 제90 경보병 사단, 트리에스테 사단, 그리고 제17 보병 사단 "파비아"(17th Infantry Division "Pavia") 소속 3개 기갑 정찰 중대가 요새 포위를 재개했다. 오전 8시 독일군이 남쪽에서 접근했고, 이탈리아군이 북쪽에서 진격했다. 오전 10시 30분, 두 명의 이탈리아 장교가 제2 외인부대 대대 진지에 나타나 요새 항복을 요구했으나 쾨니히는 거부했다.

### 6월 2일 ~ 4일

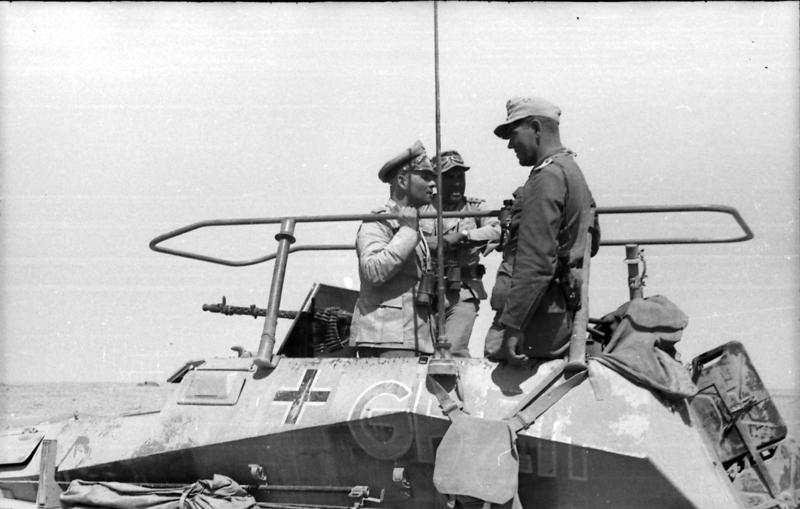
비르하킴 근처의 에르빈 롬멜과 프리츠 바이얼라인

6월 2일 오전 10시부터 양측은 포격전을 주고받았으나, 프랑스 야포는 독일 중포의 사거리 밖에 있었고, 요새는 독일과 이탈리아 항공기의 폭격을 받았다. 슈투카 급강하 폭격기는 비르하킴을 20회 이상 공습했으나, 프랑스군 진지는 매우 견고하게 구축되어 거의 무적이었다. 영국군은 프랑스군을 증원할 수 없었고, 프랑스군은 "아리에테" 사단의 공격을 격퇴했으나, 6월 2일 https://www.google.com/search?q=DAF는 요새 주변에 쉽게 관측되는 폭탄 낙하선을 가지고 전투기 순찰과 전투폭격기 공격으로 해당 지역에 집중했다. 수많은 차량이 불타는 모습은 요새 주변의 추축군 통신을 방해한 수비군의 사기를 유지하는 데 도움이 되었으며, 인근에 있던 제7 자동차화 여단과 제29 인도 보병 여단도 마찬가지였다. 6월 4일, DAF 전투기와 전투폭격기는 슈투카 공격을 방해하고 추축군 차량을 폭격하여 프랑스군이 보는 앞에서 탄약차를 폭파시켰으나 7대의 항공기를 잃었다. 쾨니히는 아서 커닝햄 공군 중장에게 "Bravo! Merci pour la R.A.F"(브라보! 영국 공군에 감사드립니다)라는 신호를 보냈고, 이에 "Merci pour le sport"(스포츠에 감사드립니다)라는 답신을 받았다.

### 6월 5일 ~ 7일
6월 5일부터 6일까지 DAF는 비르하킴에서 출격 횟수를 줄이고 나이츠브리지 진지에 집중했으며, 6월 6일 오전 11시경 제90 경보병 사단은 지뢰밭을 뚫고 통로를 확보하려는 공병 지원 하에 공격을 감행했다. 공병들은 외곽 지뢰밭을 돌파하여 요새에서 3,000 ft (800 m) 이내까지 접근했으며, 밤 동안 내부 방어선까지 여러 통로를 확보하는 데 성공했다. 독일 보병은 발판을 마련했지만, 개인호, 굴, 블록하우스에 있던 프랑스군은 막대한 양의 소화기 사격을 유지하여 독일군을 은폐하도록 강요했다. 6월 4/5일 밤에 시작된 "가마솥" 안의 추축군을 파괴하려는 "애버딘 작전"은 débâcle(완전한 실패)이었다. 리치는 제7 자동차화 여단을 해방시키기 위해 요새에서 프랑스군을 철수시키는 것을 고려했지만, 점령을 유지하기로 결정했고, 6월 7일 DAF는 지뢰밭의 독일군에 대해 네 차례 공습을 가했다. 그날 밤, 마지막 수송대가 요새에 접근했고, 짙은 안개 속에서 아스피랑(준사관) 벨렉이 독일군 전선을 뚫고 들어가 수송대를 안내했다. 독일군은 안개를 이용하여 최후의 공격을 준비했다. 전차, 88 mm 포, 그리고 Gruppe Hecker(헤커 부대)의 공병들이 요새 앞에 집결했다.

### 6월 8일 ~ 9일
6월 8일 아침, 애버딘 작전의 패배 후 롬멜은 제15 기갑 사단의 일부와 Gruppe Hecker(헤커 부대)를 포위전에 투입했다. 롬멜은 짙은 안개 속에서 최대한 가까이 접근하여 요새에 직접 포격을 가하며 북쪽에서 공격을 지휘했다. 루프트바페(독일 공군)는 45대의 Ju 87 슈투카, 3대의 융커스 Ju 88 폭격기, 그리고 54대의 전투기의 호위를 받는 10대의 메서슈미트 Bf 110 쌍발 전투기의 공습을 포함하여 끊임없이 공격을 가했다. 오전 10시 직전, 프랑스군 방어선을 내려다볼 수 있는 낮은 언덕을 목표로 공격이 시작되었다. 차드군과 프랑스령 콩고군 방어군은 많은 사상자에도 불구하고 버텼고, 오후에는 또 다른 60대의 슈투카가 방어선을 폭격했으며, 북쪽 방어선 전반에 걸쳐 공격이 가해졌다. 탄약고가 폭발하고 방어선이 후퇴했다. 쾨니히는 수비대가 지쳤고, 많은 사상자가 발생했으며, 예비 보급품마저 바닥났다고 보고하며, 추가적인 공중 지원과 구원 작전을 요청했다. DAF는 또 다른 최대의 노력을 기울여 기록적인 478회의 출격을 감행했으며, 밤 동안 호커 허리케인 전투기와 더글러스 보스턴 폭격기가 수비대에 보급품을 투하했다. DAF는 전투기 8대(이탈리아 마키 C.202에 3대)와 폭격기 2대를 잃었고, 루프트바페는 2대, 레기아 아에로나우티카(이탈리아 공군)는 1대의 항공기를 잃었다.
6월 9일 아침, 50대의 Bf 110 및 Bf 109 전투기의 호위를 받는 20대의 Ju 88과 40대의 Ju 87 슈투카가 비르하킴을 공격했다. 독일군은 독일 포병과 항공기가 요새를 포격하는 동안 제15 기갑 사단의 나머지 병력이 도착하기를 기다렸고, 그 후 양면 공격이 방어선에 가해졌다. 이탈리아 보병은 제90 경보병 사단 소속의 존더페어반트 288(특수 지휘 288)의 독일 및 리비아 보병인 캄프그루페 볼츠(볼츠 전투단), 제15 및 21 기갑 사단의 정찰 및 보병 부대, 그리고 11대의 전차로 이루어진 캄프그루페 키흘(키흘 전투단)과 함께 싸웠다. 목표는 수비대의 사격 통제 위치 역할을 하는 완만한 경사면의 정상인 186고지였다. "트리에스테" 사단의 제66 보병 연대 "트리에스테"와 수류탄만 남은 부대를 지휘하는 부르고앙 중위의 병력 사이에 몇 차례의 소규모 교전이 발생했다. 마르셰 대대(행군 대대)는 결사적인 방어를 펼쳤으나, 제22 북아프리카 중대의 증원에도 불구하고 후퇴했다.
오후에는 남쪽의 옛 요새 근처에서 에른스트-귄터 바데 중령이 제115 소총 연대 2개 대대를 이끌고 공격에 나섰고, 막대한 손실을 입으며 야간까지 요새에서 200 yd (200 m) 떨어진 지점에 진지를 구축했다. 오후 1시, 130대의 항공기가 요새 북쪽 면을 폭격하는 동안 독일 보병과 제15 기갑 사단은 포격 지원 하에 공격했다. 공격자들은 제9 중대 방어선과 아스피랑(준사관) 모르방의 중앙 진지를 돌파했으나, 브렌 캐리어의 반격으로 상황은 회복되었다. 많은 DAF 항공기가 작동 불능 상태였고, 이날의 노력은 크게 줄었지만, 허리케인 2대가 의료 보급품을 투하했다. 제7 자동차화 여단과 제29 인도 보병 여단의 종대가 시도한 기만 작전은 별다른 효과가 없었다. 오후에 제7 기갑 사단 사령관 메서비는 탈출이 필요할 수 있다고 신호했고, 쾨니히는 그날 밤 11시에 DAF의 보호 하에 철수를 요청했다. 요청이 너무 촉박하게 이루어져 수비대는 남쪽에서 영국군이 약속 장소를 마련해 줄 때까지 6월 10/11일 밤까지 기다려야 했다.

### 철수, 6월 10일 ~ 11일

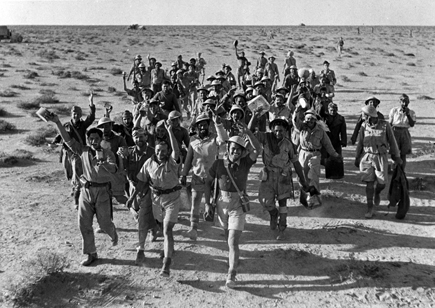
자유 프랑스군, 비르하킴에서 철수.

6월 10일 동안 프랑스군은 버티며 많은 사상자를 냈다. 75mm 포탄 200발과 700발의 박격포탄만 남은 상황에서, 우방기-샤리 및 외인부대 제3대대 방어선에 대한 북쪽 구역의 또 다른 공격은 브렌 캐리어와 마지막 박격포탄의 지원을 받은 메스메르 및 라마즈 부대의 반격으로 저지되었다. 오후에는 포위전 중 가장 큰 공습인 100대의 슈투카의 공습으로 130 롱톤 (130 t)의 폭탄이 투하되었다. 마지막 남은 탄약이 지급되었고, 더 많은 탄약을 찾기 위해 시신들이 수색되었다. 롬멜은 다음날 비르하킴이 함락될 것이라고 예측했지만, 많은 전차가 지뢰밭에서 손실될 것을 우려하여 전차 공격에 대한 압력을 견뎌냈다.
어둠이 내리자, 공병들은 요새 서쪽 면의 지뢰 제거 작업을 시작했고, 중장비는 폭파 준비를 마쳤으며, 두 개 중대가 철수를 위장하기 위해 남도록 지시받았다. 요새 남쪽 4.3 mi (7 km) 지점까지 트럭과 구급차 호송대를 운영하는 제7 자동차화 여단과 만날 약속이 잡혔다. 공병들의 지뢰 제거 작업은 예상보다 오래 걸렸고, 660 ft (200 m) 폭의 통로가 아닌 좁은 통로만 확보할 수 있었다. 차량들은 길을 잃었고, 구급차와 도보 부상병들은 오후 8시 30분에 예정보다 75분 늦게 방어선을 떠났다. 쾨니히는 요새 지휘권을 외인부대 사령관인 아밀라크바리에게 넘기고, 프랑스 외인부대의 유일한 여성(그리고 포위전에 참가한 대부분 영국인이었던 몇 안 되는 여성 중 한 명)인 영국 여성 수잔 트래버스가 운전하는 포드를 타고 대열 선두에서 요새를 떠났다.
조명탄이 솟아오르자 인근의 추축군이 사격을 개시했다. 사령부 종대의 안내병이 길을 잃었고, 철수 도중 지뢰에 세 번이나 폭발했다. 쾨니히가 주력 부대에 합류했을 때, 그들은 제90 경보병 사단 병력에 의해 저지되었고, 그는 지뢰를 무시하고 돌격을 명령했다. 라마즈, 코만단트 샤를 브리코뉴, 듀이 중위가 mêlée(혼전) 중에 사망했다. 영접은 트럭을 운전하고 경험이 부족한 후방 지역 승무원을 태운 추가 야전 구급차를 안내하며, 양쪽에 제2 [킹스 로열 라이플 연대]와 제2 라이플 여단의 호위를 받는 [왕립 육군 수송대] 제550 중대가 조직했다. 구급차들은 어둠 속에서 분리되었지만, 발견되어 약속 장소로 안내되었다. 제3대대장은 포로로 잡혔지만, 대부분의 여단 병력은 탈출하여 비르 엘 구비에 도달한 후 6월 11일 오전 7시까지 가스르 엘 아리드로 철수했다. 원래 3,600명 중 약 2,700명이 200명의 부상병을 포함하여 탈출했으며, 낮 동안 영국 순찰대가 낙오병들을 수색했다.

## 결과

### 분석
자유 프랑스군의 비르하킴 점령은 가잘라 선 남쪽 끝을 도는 추축군의 보급로를 길게 만들고, 그들에게 손실을 입혔으며, "가마솥"에서의 패배 후 영국군이 회복할 시간을 벌어주었다. 6월 2일부터 10일까지 DAF는 요새 상공에서 약 1,500회 출격하여 전투기 19대를 잃었고, 이에 맞서 추축군은 약 1,400회 출격하여 독일군 항공기 15대와 이탈리아군 항공기 5대가 격추되었다. 제7 자동차화 여단은 5월 31일부터 6월 7일까지 비르하킴에 네 차례 보급 호송대를 운영했다. 자유 프랑스군의 사기는 이 전투에서의 활약으로 높아졌다. 연합군에게 그들이 독일과의 전쟁에 기여할 수 있는 진지한 세력임을 보여주기 위해 승리가 절실히 필요했다. 이 전투는 1940년 패배 후 부흥이 진행 중임을 전 세계에 보여주었기 때문에 "자유 프랑스군"이라는 용어는 "싸우는 프랑스군"(Fighting French)으로 대체되었다. 드골은 이를 이용하여 비시 정권과의 협력을 약화시켰다. 1960년 영국 공식 역사가 이언 플레이페어는 다음과 같이 썼다.
처음부터 그것은 적의 임시 보급로를 더 길고 어렵게 만들었다. 그것은 적에게 많은 사상자를 발생시켰고, 영국군에게 "가마솥"에서의 패배로부터 회복할 기회를 주었다. 쾨니히 장군의 여단은 용감하고 진취적인 저항으로 적에게 큰 인상을 남겼고, 그들의 성공은 중동에서 처음으로 완전한 편제로 독일군과 이탈리아군과 독자적으로 싸운 자유 프랑스군의 자부심에 큰 활력을 불어넣었다.

그리고 오친렉은 1942년 6월 12일에 "연합군은 이 프랑스군과 용감한 쾨니히 장군에 대해 감탄과 감사를 느껴야 할 것입니다"라고 말했다. 전후, 소장 프리드리히 폰 멜렌틴은 "일부 영국군 장교들은 프랑스군의 사기가 저하되었다고 암시했지만, 사막 전쟁 전체 과정에서 우리는 이보다 더 영웅적이고 지속적인 방어를 결코 만나지 못했습니다"라고 썼다.

### 사상자
2002년 토마스 부엘과 2008년 켄 포드는 프랑스군 전사자 141명, 부상자 229명, 포로 814명, 그리고 포 53문과 차량 50대의 손실을 기록했다. 영국군은 항공기에 의해 격추된 항공기 86대와 대공포에 의해 격추된 24대를 잃었다. 추축군은 전사 또는 부상자 3,300명, 포로 227명, 파괴된 차량 164대, 격추된 항공기 49대의 손실을 입었다. 레기아 아에로나우티카는 공중전에서 8대를 포함하여 21대의 항공기를 잃었다.

### 인명 피해
2002년 토머스 뷜(Thomas Buell)과 2008년 켄 포드(Ken Ford)는 프랑스군이 전사 141명, 부상 229명, 포로 814명, 포획당한 포 53문, 차량 50대를 잃었다고 기록하였다.
영국군은 항공기에 의해 86대가 격추되고, 대공포에 의해 24대가 격추되었다.
추축국 측은 전사 또는 부상자 3,300명, 포로 227명, 차량 164대 파괴, 항공기 49대 격추의 피해를 입었다. 이탈리아 왕립공군(Regia Aeronautica)은 항공기 21대를 손실했으며, 그 중 8대는 공중전에서 격추되었다.
2004년, 더글러스 포치(Douglas Porch)는 추축군이 비르하킴에서 845명의 포로를 잡았으며, 이 중 프랑스인은 10%에 불과했다고 기록하였다. 히틀러는 독일 출신 정치망명자들을 처형하라는 명령을 내렸으나, 롬멜은 이를 무시하였다.

## 참고문헌

### 서적
- Bimberg, Edward L. (2002). 《Tricolor over the Sahara》. Contributions in Military Studies (217). Westport, CN: Greenwood Press. ISBN 978-0-313-31654-8.
- Boillot, Félix François (1945). 《Bir Hakeim: 26 mai – 10 juin, 1942》 [Bir Hakeim: 26 May – 10 June 1942] 2, rev.판. Paris: Presses universitaires de France. OCLC 11585533.
- Buell, Thomas B.; Bradley, John N.; Griess, Thomas E.; Dice, Jack W.; Bradley, John H. (2002). 《The Second World War: Europe and the Mediterranean》. The West Point Military History Series. New York: Square One. ISBN 978-0-7570-0160-4.
- Carver, M. (1964). 《Tobruk》 repr. Pan Books판. London: Batsford. ISBN 978-0-330-23376-7.
- Carver, M. (2002) [1986]. 《Dilemmas of the Desert War: The Libyan Campaign 1940–1942》 repr. Spellmount판. Staplehurst: Batsford. ISBN 978-1-86227-153-1.
- Creveld, M. van (1977). 《Supplying War: Logistics from Wallenstein to Patton》. Cambridge: Cambridge University Press. ISBN 978-0-521-29793-6.
- De Gaulle, Charles (2000) [1954].  Guyard, Marius-François; Barré, Jean-Luc, 편집. 《Mémoires de guerre》 [War Memoirs]. Bib. La Pléiade (프랑스어). Paris: Gallimard. ISBN 978-2-07011-583-9.
- Doherty, Richard. (1999). 《A Noble Crusade: The History of the Eighth Army: 1941–1945》. Staplehurst: Spellmount. ISBN 978-1-86-227045-9.
- Forczyk, Robert (2023). 《Desert Armour. Desert Tank Warfare in North Africa: Gazala to Tunisia, 1942–1943》. London: Bloomsbury. ISBN 978-1-47-285983-9.
- Ford, Ken (2008). 《Gazala 1942: Rommel's Greatest Victory》. Oxford: Osprey. ISBN 978-1-84603-264-6.
- Grant, R. G. (2017). 《1001 Battles That Changed the Course of History》. Chartwell Books. ISBN 978-0-7858-3553-0.
- Greene, Jack; Massignani, Alessandro (1999) [1994]. 《Rommel's North Africa Campaign: September 1940 – November 1942》. Cambridge, MA: Da Capo. ISBN 978-1-58097-018-1.
- Hinsley, H. (1994) [1993]. 《British Intelligence in the Second World War (abridged)》. History of the Second World War 2 rev.판. London: HMSO. ISBN 978-0-11-630961-7.
- Latimer, Jon (2003) [2002]. 《Alamein》. London: John Murray. ISBN 978-0-7195-6213-6.
- LePage, Jean-Denis G. G. (2008). 《The French Foreign Legion: An Illustrated History》. Jefferson, NC: McFarlane. ISBN 978-0-7864-3239-4.
- Montanari, Mario (1993). 《El Alamein (gennaio – novembre 1942)》 [El Alamein (January–November 1942)]. Le operazioni in Africa Settentrionale III 2판. Roma: Stato Maggiore dell'esercito, Ufficio Storico, SME. OCLC 313319483.
- Mellenthin, Friedrich von (1971) [1956], 《Panzer Battles: A Study of the Employment of Armor in the Second World War》, New York: Ballantine Books, ISBN 0-345-24440-0
- Neillands, R. (2005) [1991]. 《The Desert Rats: 7th Armoured Division 1940–45》 repr. Aurum Press판. London: Widenfeld & Nicolson. ISBN 978-1-84513-115-9.
- Palermo, Michele (2014). 《Eagles over Gazala: Air Battles in North Africa, May–June 1942》. Roma: IBN Editore. ISBN 978-88-7565-168-8.
- Pitt, B. (2001) [1980]. 《The Crucible of War: Auchinleck's Command》 II. London: Cassell. ISBN 978-0-304-35951-6.
- Porch, Douglas (2005) [2004]. 《Hitler's Mediterranean Gamble》 Cassell Military Paperbacks판. London: Weidenfeld & Nicolson. ISBN 978-0-304-36705-4.
- Playfair, I. S. O.; Flynn, F.C.; Molony, C. J. C.; Gleave, T. P. (2004) [196].  Butler, Sir James, 편집. 《The Mediterranean and Middle East: British Fortunes reach their Lowest Ebb (September 1941 to September 1942)》. History of the Second World War, United Kingdom Military Series III facs. repr. Naval & Military Press, Uckfield판. London: HMSO. ISBN 978-1-84574-067-2.
- Richards, Denis; Saunders, Hilary St. G. (1975) [1954]. 《Royal Air Force 1939–1945: The Fight Avails》 II. London: HMSO. ISBN 978-0-11-771593-6.
- Walker, Ian W. (2003). 《Iron Hulls, Iron Hearts: Mussolini's Elite Armoured Divisions in North Africa》. Marlborough: Crowood. ISBN 978-1-86126-646-0.
- Windrow, Martin (1986). 《Uniforms of the French Foreign Legion 1831–1981》 rev.판. Poole: Blandford. ISBN 0-7137-1914-1.
- Windrow, Martin (1999). 《French Foreign Legion, 1914–1945》. Men at Arms 325. Oxford: Osprey Military. ISBN 1-85532-761-9.

### 저널
- Windrow, M. (1976). “Bir Hakeim”. 《War Monthly》 (London: War Monthly Publications) (32). ISSN 0307-2886.

### 웹사이트
- Liardet, J-P. (2012). “Bir Hakeim 1942, Les Français Libres contrarient les plans de Rommel” [Bir Hakeim 1942, The Free French thwart Rommel's plans]. 《Net4war》 (프랑스어). 2012년 2월 4일에 원본 문서에서 보존된 문서. 2015년 3월 24일에 확인함.

## 같이 보기

### 서적
- Bergot, Erwan (1975). 《La Légion au combat: Narvik, Bir-Hakeim, Diên Biên Phu. La 13e demi-brigade de Légion étrangère》 [The Legion in Battle: Narvik, Bir Hakeim, Dien Bien Phu. The 13th Demi-Brigade of the Foreign Legion] (프랑스어). Paris: Presses de la Cité. OCLC 476143073.
- Buffetaut, Yves (1992). 《Bir-Hakeim》. La guerre du desert (프랑스어) II. Paris: Armes Militaria Magazine HS 06. OCLC 463803978.
- Crémieux-Brilhac, Jean-Louis (1996). 《La France Libre: de l'appel du 18 juin à la Libération》 [Free France: The Call of June 18 at the Liberation] (프랑스어). Paris: Nouvelle Revue Française (Gallimard). ISBN 978-2-07-073032-2.
- Grigg, John (2013). 《1943: The Victory That Never Was》. london: Faber & Faber. ISBN 978-0-571-30374-8.
- Forczyk, Robert (2017). 《Case Red: The Collapse of France, 1940》. Oxford: Osprey. ISBN 978-1-4728-2442-4.
- Kœnig, Marie Pierre (1971). 《Bir Hakeim: 10 Juin 1942》 [Bir Hakeim: 10 June 1942] (프랑스어). Paris: Robert Laffont. OCLC 462985488.
- Krumeich, Gerd; Brandt, Susanne (2003). 《Schlachtenmythen: Ereignis, Erzählung, Erinnerung》 [Battle Myths: Events, Narratives, Memory]. Europäische Geschichtsdarstellungen (독일어). Köln: Böhlau. ISBN 978-3-412-08703-6.
- Lormier, Dominique (2003). 《Rommel: La fin d'un mythe: biographie》 [Rommel: The End of a Myth: Biography] (프랑스어). Paris: Le Cherche midi. ISBN 978-2-7491-0108-8.
- Onana, Raphaël (1996). 《Un homme blindé à Bir-Hakeim: récit d'un sous-officier camerounais qui a fait la guerre de 39–45》 [A Tank Man at Bir-Hakeim: Story of a Cameroonian Non-Commissioned Officer who was in the War 39–45] (프랑스어). Paris: L'Harmattan. ISBN 978-2-7384-4239-0.
- Rondeau, Daniel; Stephane, Roger (1997). 〈16 Testimonies〉. 《Des hommes libres: La France Libre par ceux qui l'ont faite》 [Free Men: Free France by those Who Did] (프랑스어). Paris: Bernard Grasset. ISBN 978-2-246-49011-1.
- Waechter, Matthias (2006). 《Der Mythos des Gaullismus: Heldenkult, Geschichtspolitik und Ideologie 1940 bis 1958》 [The Myth of Gaullism: Hero Worship, History, Politics and Ideology 1940–1958]. Moderne Zeit (독일어) XIV. Göttingen: Wallstein Verlag. ISBN 978-3-8353-0023-1.
- Zdráhala, Richard (1990). 《Válčil jsem v poušti》 [I Fought in the Desert] (체코어). Praha: Naše vojsko. ISBN 80-206-0048-5.

### 저널
- Messmer, Pierre (1986). “La bataille de Bir Hakeim” [The Battle of Bir Hakeim]. 《Espoir, revue de l'institut Charles de Gaulle》 (프랑스어) (Paris: Institut Charles de Gaulle). OCLC 29827723.

1. ↑  Hinsley 1994, 206–207쪽.
2. ↑  Playfair 2004, 216쪽.
3. ↑  Playfair 2004, 216–218쪽.
4. ↑  Carver 2002, 68–69쪽.
5. ↑  Playfair 2004, 219쪽.
6. ↑  Carver 2002, 69쪽.
7. ↑  Latimer 2003, 44–45쪽.
8. 1 2  Playfair 2004, 219–223쪽.
9. ↑  Creveld 1977, 193–195쪽.
10. ↑  Windrow 1986, 117쪽; Windrow 1999, 34쪽.
11. 1 2  Carver 1964, 167쪽.
12. ↑  Playfair 2004, 197–198쪽.
13. ↑  Playfair 2004, 216–217쪽.
14. ↑  Walker 2003, 116쪽.
15. 1 2  LePage 2008, 149쪽.
16. ↑  Bimberg 2002, 109, 101쪽; Playfair 2004, 413쪽.
17. ↑  Windrow 1986, 116–117쪽; Windrow 1999, 33–34쪽.
18. ↑  Windrow 1976, 41쪽.
19. ↑  Playfair 2004, 223쪽.
20. 1 2  Playfair 2004, 223–224쪽.
21. ↑  Playfair 2004, 224–225쪽.
22. ↑  Forczyk 2023.
23. ↑  Doherty 1999, 45쪽.
24. ↑  Montanari 1993, 209–211쪽; Ford 2008, 35쪽; Greene & Massignani 1999, 156쪽.
25. ↑  Montanari 1993, 212쪽.
26. ↑  Greene & Massignani 1999, 157쪽.
27. 1 2  Richards & Saunders 1975, 199쪽.
28. ↑  Liardet 2012, 2쪽.
29. 1 2 3 4  Palermo 2014, 255–264쪽.
30. ↑  Playfair 2004, 227–231쪽.
31. ↑  Boillot 1945, 24쪽; Palermo 2014, 255–264쪽.
32. ↑  Playfair 2004, 230–231쪽; Richards & Saunders 1975, 200–201쪽.
33. ↑  Richards & Saunders 1975, 201쪽.
34. ↑  Playfair 2004, 236쪽; Liardet 2012, 3쪽.
35. ↑  Pitt 2001, 220쪽.
36. ↑  Pitt 2001, 220쪽; Playfair 2004, 236쪽.
37. 1 2  Windrow 1976, 46쪽.
38. ↑  Playfair 2004, 236쪽.
39. ↑  Pitt 2001, 221쪽.
40. 1 2 3  Playfair 2004, 237쪽.
41. ↑  Pitt 2001, 222쪽.
42. ↑  Pitt 2001, 222–223쪽.
43. ↑  Neillands 2005, 124–125쪽.
44. ↑  Playfair 2004, 237–238쪽.
45. ↑  De Gaulle 2000, 260쪽.
46. ↑  Mellenthin 1971, 79쪽.
47. 1 2  Buell 2002, 169쪽.
48. 1 2  Ford 2008, 64쪽.
49. 1 2  Palermo 2014, 263–268쪽.
50. ↑  Porch 2005, 272쪽.